# Thyridula centralis
Thyridula centralis är en tvåvingeart som beskrevs av Malloch 1925. Thyridula centralis ingår i släktet Thyridula och familjen fritflugor. Inga underarter finns listade i Catalogue of Life.